# Grótta
Grótta är en halvö utanför Reykjavik i kommunen Seltjarnarnes. Vid lågvatten är ön ansluten till fastlandet genom ett 300 meter långt näs som kallas Gróttugrandi. Grótta kan nås vid ebb. Från maj till juli är halvön avstängd för att skydda häckande fåglar.